# Vilde Bøe Risa
Vilde Bøe Risa (Bergen; 13 de julio de 1995) es una futbolista noruega. Juega como centrocampista en el Atlético de Madrid de la Primera División Femenina de España de España. Es internacional con la selección de Noruega.

## Trayectoria

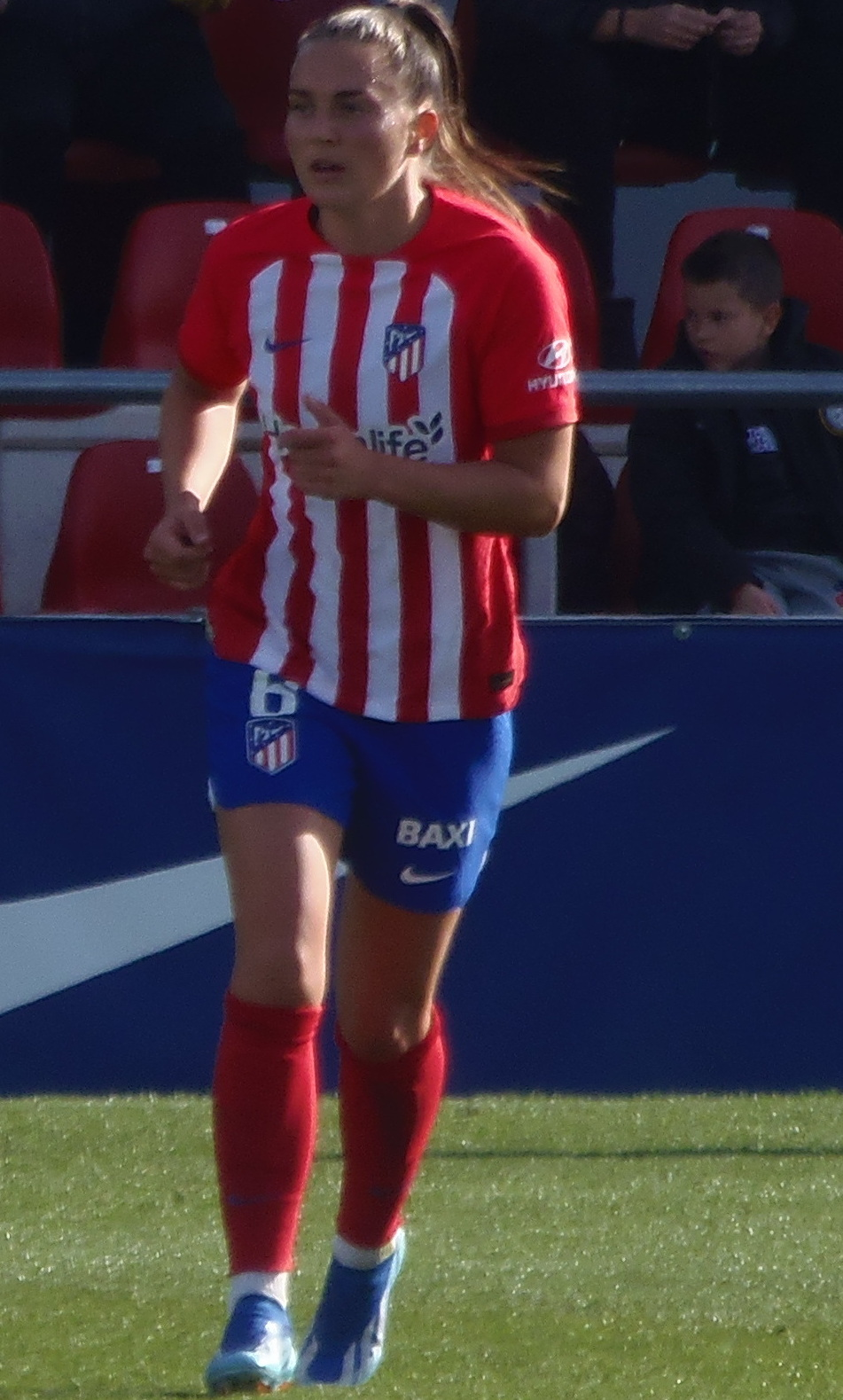
Vilde Boe Risa jugando con el Atlético de Madrid

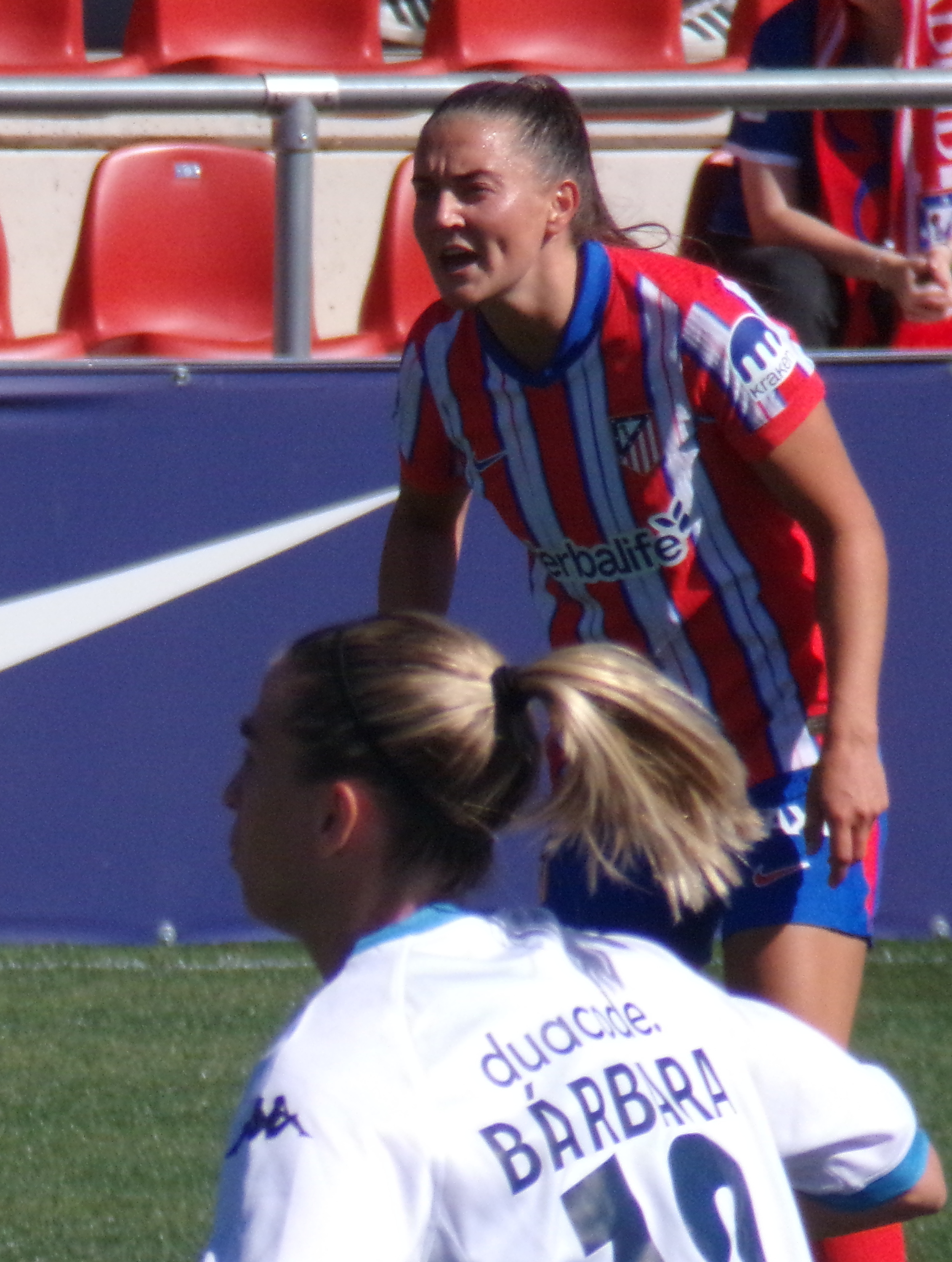
Vilde Bøe Risa en septiembre de 2024

### Arna-Bjørnar
Tras pasar por las categorías inferiores del club noruego Åsane con quien alcanzó dos finales de copa, Bøe Risa se unió al Arna-Bjørnar de la Toppserien en 2012. Debutó en la máxima categoría el 14 de abril de 2012 en el empate 1-1 contra el Røa IL en el día inaugural de la temporada. Su primer gol con el club llegó el 30 de junio de 2012 en la victoria ante el Vålerenga por 5-0. La centrocampista cerró el año con 16 partidos en la liga y otros 3 en la copa que le sirvieron al Arna-Bjørnar para ubicarse en el tercer lugar, su mejor resultado en la Toppserien, y semifinalistas en la Copa.
Bøe Risa se convirtió en una jugadora clave las temporadas siguientes. Fue titular en 12 de 18 encuentros en 2013,  y su equipo repitió el tercer puesto. En 2014 sus minutos de juego aumentaron nuevamente y otra vez quedaron por debajo del subcampeón. En 2015 volvió a ser titular habitual y el equipo bajó hasta la séptima plaza en liga. Antes de la temporada 2016, fue nombrada capitana de Arna-Bjørnar y concluyeron la liga un puesto por debajo del año anterior. En febrero de 2017, se rompió el ligamento cruzado y estuvo fuera de juego durante toda la temporada. Su equipo quedó en sexta posición liguera.

### Kopparbergs/Göteborg FC
En 2018, Bøe Risa aterrizó en la Damallsvenskan sueca para unirse al Kopparbergs/Göteborg FC, con quien al año siguiente ganaría la Copa de Suecia de 2019 venciendo al Kristianstads DFF en la final. El 25 de septiembre de 2019 debutó en la Liga de Campeones cuando fue titular en un partido de vuelta de dieciseisavos de final en la victoria por 1-0 sobre el Bayern de Múnich. A pesar de la victoria, el Göteborg fue eliminado por los goles de visitante.
El 7 de noviembre de 2020, ya con Bøe Risa como capitana de su equipo, el Göteborg ganó su primer título de liga a una fecha de concluir el torneo tras una victoria por 7-0 sobre el Linköpings FC con un doblete de la noruega. El 9 de diciembre de 2020, anotó su primer gol en la Liga de Campeones en la derrota por 2-1 ante el Manchester City en el partido de ida de los dieciseisavos de final. Bøe Risa firmó una extensión de contrato de un día la semana siguiente para jugar el partido de vuelta donde el Göteborg fue eliminado por 5-1 en el global.
A pesar de haber conquistado la liga sueca, se dio a conocer que el Kopparbergs/Göteborg FC estaba haciendo planes para dejar de funcionar en diciembre de 2020 debido a problemas financieros. El BK Häcken se hizo cargo del equipo al mes siguiente, pero Bøe Risa, que tenía una oferta permanente para regresar, decidió no renovar contrato.

### Sandviken
Con la búsqueda de un club extranjero obstaculizada por la pandemia de COVID-19, Bøe Risa entrenó en su Noruega natal con el Sandviken para mantenerse en forma durante la fallida temporada y finalmente firmó un contrato de un año con el club en abril de 2021 para disputar la Toppserien de ese año. El Sandviken la vio jugar solo tres partidos cuando la futbolista anunció la rescisión mutua de su contrato en preparación para mudarse a otro club.

### Manchester United
El 20 de julio de 2021, Bøe Risa firmó con el Manchester United de la Women's Super League inglesa. El 12 de diciembre, marcó su primer gol con el Manchester United en un partido que ganaron 2-0 contra el Brighton. En 2022, el entonces director de la selección nacional, Hege Riise, sugirió que Bøe Risa debería buscar un club en el que tuviera más tiempo de juego, pero la propia Bøe Risa quería quedarse en el Manchester United. 
En la temporada 2022/23, formó parte del Manchester United y terminó en segundo lugar en la WSL, asegurando así la clasificación para la Liga de Campeones la temporada siguiente. En septiembre de 2023 abandonó el club ante la falta de oportunidades en el equipo inglés. 

### Atlético de Madrid
El 12 de septiembre de 2023 fue traspasada al Atlético de Madrid, que la definió como «una centrocampista con gran trayectoria y experiencia internacional, que destaca por su competitividad, trabajo y gran golpeo de balón, siendo una especialista en el balón parado» al tiempo que Irene Guerrero llegaba al Manchester United. Fue titular habitual como mediocentro en el equipo y elegida mejor jugadora del mes de diciembre. En el mes de enero cayeron eliminadas en la semifinal de la Supercopa y en el mes de febrero tuvieron varios duelos directos en liga en los que no se obtuvieron buenos resultados y se distanciaron de los puestos de cabeza. Tras la eliminación de Copa en semifinales y un mal resultado liguero Manolo Cano fue destituido y lo sustituyó el entrenador del segundo filial Arturo Ruiz. Encadenaron varias victorias consecutivas y finalmente lograron el objetivo de clasificarse para la Liga de Campeones tras ser terceras en liga.
En su segunda temporada siguió jugando de manera habitual, llegando a llamar la atención del Bayern de Munich en el mercado de invierno. El Atlético de Madrid, dirigido este año por Víctor Martín, se clasificó para la Liga de Campeones en la última jornada y alcanzó la final de la Copa de la Reina, aunque cayó en la ronda previa de la competición europea y en la semifinal de la Supercopa.

## Selección nacional

### Categorías menores
Bøe Risa comenzó a vestir la camiseta de su país en la categoría sub-16 en 2011. Al año siguiente, representó a la selección sub-17 durante la segunda ronda de clasificación del Campeonato Europeo Sub-17 de 2012. Fue titular en los tres encuentros cuando Noruega venció a Polonia y la República de Irlanda antes de perderse la clasificación con una derrota por 4-0 ante Francia.
En octubre de 2012, Bøe Risa fue convocada al equipo sub-19 durante la primera ronda de clasificación del Campeonato Europeo Sub-19 de 2013 donde marcó su primer gol internacional a nivel juvenil en el partido inaugural contra Turquía. Habiéndose clasificado como el mejor segundo de la segunda ronda, Bøe Risa fue incluida en el equipo para la fase final del torneo y fue titular en los tres partidos cuando Noruega fue eliminada en la fase de grupos tras perder ante Alemania y Finlandia y vencer a Suecia ya sabiendo de su eliminación. Noruega se clasificó automáticamente como anfitriona del Campeonato Europeo Sub-19 de 2014 y Bøe Risa fue seleccionada como capitana del combinado nórdico. Después de un empate sin goles con Holanda, las noruegas vencieron a Bélgica y Escocia para avanzar a las semifinales donde perdieron ante España. Bøe Risa fue titular en los cuatro partidos.
Entre 2014 y 2016, la futbolista continuó su trayectoria internacional en las categorías menores, acumulando 11 partidos con la sub-23.

### Selección absoluta
Bøe Risa debutó con la selección absoluta de Noruega el 19 de septiembre de 2016, sustituyendo a Caroline Graham Hansen en el segundo tiempo del partido contra Israel durante las clasificaciones para la Euro 2017 y marcando a los seis minutos de su ingreso como parte de la victoria nórdica por 5-0. Sin embargo, sus esperanzas de competir en la final del torneo se desvanecieron tras sufrir una lesión en el ligamento cruzado anterior en febrero de 2017.
Tras 12 meses de recuperación, la futbolista volvió a las canchas en febrero de 2018 para enfrentarse a Australia en la Copa Algarve de 2018. Durante este año disputó 4 partidos como suplente durante la clasificación para la Copa Mundial de 2019 cuando las noruegas encabezaron su grupo por encima del campeón europeo, Holanda.
En la Copa Mundial de 2019 Bøe Risa fue titular en los cinco partidos que disputó Noruega. El país nórdico alcanzó los cuartos de final antes de perder 3-0 ante Inglaterra.
En la Clasificación para la Eurocopa empezó jugando de titular, pero fue perdiendo su sitio en el once inicial debido a su poca participación en el Manchester United. Clasificadas como primeras de grupo, Bøe Risa fue convocada para el torneo final. En el primer encuentro, en el que ganaron por 4-1 a selección de Irlanda del Norte, saltó al césped en la segunda mitad. Fue titular en el segundo encuentro, en el que fueron goleadas por las anfitrionas, la selección de Inglaterra. En tercer partido, en el que se jugaban el pase ante Austria fueron derrotadas por 1-0 y Bøe Risa apenas dispuso de minutos al término del encuentro.
Siguió siendo habitual en las convocatorias de Noruega de cara a la Clasificación para el Mundial de 2023, y disputó 8 de los 10 encuentros que se disputaron, 5 de ellos como titular. Noruega logró el pase al Mundial de manera cómoda como primera de grupo, cediendo tan sólo un empate en toda la liguilla. En el Mundial de 2023 participó en los cuatro encuentros de disputó Noruega. Fue suplente en el encuentro inaugural ante Nueva Zelanda, en el que perdieron por 1-0. En el resto de partidos fue titular. En el segundo encuentro empataron a cero ante Suiza. En el jornada decisiva golearon a Filipinas y lograron clasificarse como segundas de grupo. En los octavos de final fueron eliminadas por Japón por 3-1.
En la Liga de las Naciones jugó cuatro de los seis partidos de la liga, tres de ellos como titular, y Noruega quedó en un discreto tercer puesto. Tuvo que disputar un play-off para mantener la categoría ante Croacia, que solventó sin dificultades. Bøe Risa fue titular en ambos encuentros y dio la asistencia del primer gol. En la Clasificación para la Eurocopa 2025 fueron terceras de su grupo y se clasificaron para disputar los playoffs. Jugó los play-offs ante Albania e Irlanda del Norte, en los que lograron una cómoda clasificación al golear a sus rivales, y donde Bøe Risa contribuyó con tres asistencias y un gol.

Fue convocada para disputar la Fase final de la Eurocopa de 2025. Fue titular en los tres partidos de la fase de grupos. En el primer partido ante Suiza dio la asistencia de gol al sacar un saque de esquina que remató Ada Hegerberg, iniciando la remontada para ganar 2-1 a las anfitrionas. Volvieron a ganar por 2-1, esta vez a Finlandia, logrando la clasificación a cuartos de final. En el tercer encuentro dio otras dos asistencias de gol y ganaron por 4-3 a Islandia. No jugó en los cuartos de final, en los que fueron eliminadas al perder por 2-1 ante Italia.

## Estadísticas

### Clubes
Actualizado al último partido jugado el 7 de junio de 2025.
| Club | Div.          | Temporada     | Liga  | Liga  | Liga   | Copas nacionales | Copas nacionales | Copas nacionales | Copas internacionales | Copas internacionales | Copas internacionales | Total | Total | Total  | Media goleadora |
| Club | Div.          | Temporada     | Part. | Goles | Asist. | Part.            | Goles            | Asist.           | Part.                 | Goles                 | Asist.                | Part. | Goles | Asist. | Media goleadora |
| --- | ------------- | ------------- | ----- | ----- | ------ | ---------------- | ---------------- | ---------------- | --------------------- | --------------------- | --------------------- | ----- | ----- | ------ | --------------- |
| Arna-Bjørnar · Noruega |               |               |       |       |        |                  |                  |                  |                       |                       |                       |       |       |        |                 |
| 1.ª | 2012          | 16            | 3     |       | 3      | 0                |                  | -                | -                     | -                     | 19                    | 3     |       | 0.16   |                 |
| 1.ª | 2013          | 18            | 0     |       | 3      | 0                |                  | -                | -                     | -                     | 21                    | 0     |       | -      |                 |
| 1.ª | 2014          | 22            | 3     |       | 2      | 0                |                  | -                | -                     | -                     | 24                    | 3     |       | 0.12   |                 |
| 1.ª | 2015          | 22            | 3     |       | 2      | 0                |                  | -                | -                     | -                     | 24                    | 3     |       | 0.12   |                 |
| 1.ª | 2016          | 22            | 0     |       | 2      | 1                |                  | -                | -                     | -                     | 24                    | 1     |       | 0.04   |                 |
| 1.ª | 2017          | -             | -     | -     | -      | -                | -                | -                | -                     | -                     | -                     | -     |       | -      |                 |
| 1.ª | 2018          | 21            | 6     |       | 3      | 1                |                  | -                | -                     | -                     | 24                    | 7     |       | 0.29   |                 |
| Total club | Total club    | 121           | 15    |       | 15     | 2                |                  | -                | -                     | -                     | 136                   | 17    |       | 0.12   |                 |
| Kopparbergs/Göteborg FC · Suecia |               |               |       |       |        |                  |                  |                  |                       |                       |                       |       |       |        |                 |
| 1.ª | 2019          | 22            | 2     | 0     | 6      | 1                |                  | 1                | 0                     | 0                     | 29                    | 3     |       | 0.10   |                 |
| 1.ª | 2020          | 15            | 3     | 3     | 2      | 0                |                  | 2                | 1                     | 0                     | 19                    | 4     | 3+    | 0.21   |                 |
| Total club | Total club    | 37            | 5     | 3     | 8      | 1                |                  | 3                | 1                     | 0                     | 48                    | 7     | 3+    | 0.15   |                 |
| IL Sandviken · Noruega |               |               |       |       |        |                  |                  |                  |                       |                       |                       |       |       |        |                 |
| 1.ª | 2021          | 3             | 0     |       | -      | -                | -                | -                | -                     | -                     | 3                     | 0     |       | -      |                 |
| Total club | Total club    | 3             | 0     |       | -      | -                | -                | -                | -                     | -                     | 3                     | 0     |       | -      |                 |
| Manchester United Inglaterra |               |               |       |       |        |                  |                  |                  |                       |                       |                       |       |       |        |                 |
| 1.ª | 2021-22       | 17            | 2     | 1     | 8      | 1                |                  | -                | -                     | -                     | 25                    | 3     | 1+    | 0.12   |                 |
| 1.ª | 2022-23       | 12            | 0     | 1     | 7      | 5                |                  | -                | -                     | -                     | 19                    | 5     | 1+    | 0.26   |                 |
| Total club | Total club    | 29            | 2     | 2     | 15     | 6                |                  |                  |                       |                       | 44                    | 8     | 2+    | 0.18   |                 |
| Atlético de Madrid · España |               |               |       |       |        |                  |                  |                  |                       |                       |                       |       |       |        |                 |
| 1.ª | 2023-24       | 30            | 1     | 1     | 5      | 1                | 0                | -                | -                     | -                     | 35                    | 2     | 1     | 0.06   |                 |
| 1.ª | 2024-25       | 26            | 2     | 3     | 5      | 0                | 0                | 2                | 1                     | 0                     | 33                    | 3     | 3     | 0.09   |                 |
| Total club | Total club    | 56            | 3     | 4     | 10     | 1                | 0                | 2                | 1                     | 0                     | 68                    | 5     | 4     | 0.07   |                 |
| Total carrera | Total carrera | Total carrera | 248   | 25    | 9+     | 48               | 10               |                  | 5                     | 2                     | 0                     | 299   | 37    | 9+     | 0.12            |
| (1) Incluye datos de la Copa de Noruega, Copa de Suecia, National Cup, League Cup, Copa de la Reina y la Supercopa. (2) Incluye datos de Liga de Campeones Femenina de la UEFA. (3) No incluye goles en partidos amistosos. |               |               |       |       |        |                  |                  |                  |                       |                       |                       |       |       |        |                 |

### Selecciones
Actualizado al último partido jugado el 10 de julio de 2025.
| Selecciones | Temporada | Europeo(4) | Europeo(4) | Europeo(4) | Mundial (5) | Mundial (5) | Mundial (5) | Amistosos | Amistosos | Amistosos | Total | Total | Total  | Media goleadora |
| Selecciones | Temporada | Part.      | Goles      | Asist.     | Part.       | Goles       | Asist.      | Part.     | Goles     | Asist.    | Part. | Goles | Asist. | Media goleadora |
| --- | --------- | ---------- | ---------- | ---------- | ----------- | ----------- | ----------- | --------- | --------- | --------- | ----- | ----- | ------ | --------------- |
| Sub-16 · Noruega | 2011      |            |            |            |             |             |             | 9         | 0         |           | 9     | 0     |        | -               |
| Sub-16 · Noruega | Total     |            |            |            |             |             |             | 9         | 0         |           | 9     | 0     |        | -               |
| Sub-17 · Noruega | 2012      | 3          | 0          |            |             |             |             | 1         | 0         |           | 4     | 0     |        | -               |
| Sub-17 · Noruega | Total     | 3          | 0          |            |             |             |             | 1         | 0         |           | 4     | 0     |        | -               |
| Sub-19 · Noruega | 2012      | 2          | 1          |            |             |             |             | 1         | 0         |           | 3     | 1     |        | 0.33            |
| Sub-19 · Noruega | 2013      | 4          | 0          |            |             |             |             | 6         | 0         |           | 10    | 0     |        | -               |
| Sub-19 · Noruega | 2014      | 4          | 0          |            |             |             |             | 7         | 0         |           | 11    | 0     |        | -               |
| Sub-19 · Noruega | Total     | 10         | 1          |            |             |             |             | 14        | 0         |           | 24    | 1     |        | 0.04            |
| Sub-23 · Noruega | 2014      |            |            |            |             |             |             | 1         | 0         |           | 1     | 0     |        | -               |
| Sub-23 · Noruega | 2015      |            |            |            |             |             |             | 3         | 1         |           | 3     | 1     |        | 0.33            |
| Sub-23 · Noruega | 2016      |            |            |            |             |             |             | 7         | 2         |           | 7     | 2     |        | 0.28            |
| Sub-23 · Noruega | Total     |            |            |            |             |             |             | 11        | 3         |           | 11    | 3     |        | 0.27            |
| Abs · Noruega | 2016      | 1          | 1          | 0          |             |             |             | 1         | 0         | 0         | 2     | 1     | 0      | 0.50            |
| Abs · Noruega | 2017      |            |            |            |             |             |             | 2         | 0         | 0         | 2     | 0     | 0      | -               |
| Abs · Noruega | 2018      |            |            |            | 4           | 0           | 0           | 4         | 0         | 0         | 8     | 0     | 0      | -               |
| Abs · Noruega | 2019      | 3          | 0          | 1          | 5           | 0           | 0           | 8         | 1         | 1         | 16    | 1     | 2      | 0.06            |
| Abs · Noruega | 2020      | 2          | 0          | 0          |             |             |             | 3         | 0         | 0         | 5     | 0     | 0      | -               |
| Abs · Noruega | 2021      |            |            |            | 6           | 0           | 0           | 4         | 0         | 0         | 10    | 0     | 0      | -               |
| Abs · Noruega | 2022      | 3          | 0          | 0          | 2           | 0           | 1           | 7         | 0         | 0         | 12    | 0     | 1      | -               |
| Abs · Noruega | 2023      | 5          | 0          | 0          | 3           | 0           | 2           | 6         | 0         | 1         | 14    | 0     | 3      | -               |
| Abs · Noruega | 2024      | 11         | 1          | 6          |             |             |             |           |           |           | 11    | 1     | 6      | 0.09            |
| Abs · Noruega | 2025      | 9          | 1          | 3          |             |             |             | 1         | 0         | 0         | 10    | 1     | 3      | 0.10            |
| Abs · Noruega | Total     | 34         | 3          | 10         | 20          | 0           | 3           | 36        | 1         | 2         | 90    | 4     | 15     | 0.04            |
| (4) Se incluyen partidos en Eurocopas, sus fases clasificatorias y Liga de las Naciones. No incluye Torneo de Exentos ni Torneo Desarrollo UEFA. (5) Se incluyen partidos en fases clasificatorias. |           |            |            |            |             |             |             |           |           |           |       |       |        |                 |

#### Participaciones en Mundiales
| Competición     | Categoría          | Sede                      | Resultado        | Partidos | Goles |
| --------------- | ------------------ | ------------------------- | ---------------- | -------- | ----- |
| Mundial de 2019 | Selección absoluta | Francia                   | Cuartos de final | 5        | 0     |
| Mundial de 2023 | Selección absoluta | Australia / Nueva Zelanda | Octavos de final | 4        | 0     |
| Total           | –                  | –                         | –                | 9        | 0     |

#### Participaciones en Eurocopas
| Competición            | Categoría          | Sede       | Resultado       | Partidos | Goles |
| ---------------------- | ------------------ | ---------- | --------------- | -------- | ----- |
| Europeo Sub-19 2013    | Sub-19             | Gales      | Fase de grupos  | 3        | 0     |
| Europeo Sub-19 2013    | Sub-19             | Noruega    | Semifinalista   | 4        | 0     |
| Eurocopa Femenina 2022 | Selección absoluta | Inglaterra | Fase de grupos  | 3        | 0     |
| Eurocopa Femenina 2025 | Selección absoluta | Suiza      | Cuartofinalista | 3        | 0     |
| Total                  | –                  | –          | –               | 13       | 0     |

## Palmarés

### Títulos nacionales
| Título                  | Club                    | País   | Año  |
| ----------------------- | ----------------------- | ------ | ---- |
| Copa de Suecia Femenina | Kopparbergs/Göteborg FC | Suecia | 2019 |
| Damallsvenskan          | Kopparbergs/Göteborg FC | Suecia | 2020 |

### Distinciones individuales
| Distinción                                                 | Año  |
| ---------------------------------------------------------- | ---- |
| Mejor jugadora del mes de diciembre del Atlético de Madrid | 2023 |
| Mejor jugadora del mes de noviembre del Atlético de Madrid | 2024 |